# Андрейцево (Кимрский район)
Андрейцево — деревня в Кимрском районе Тверской области, входит в состав Ильинского сельского поселения.

## География
Находится в 7 км на север от центра поселения села Ильинское и в 23 км на северо-запад от райцентра города Кимры, в 1,8 км на северо-восток от деревни находится урочище Садуново.

## История

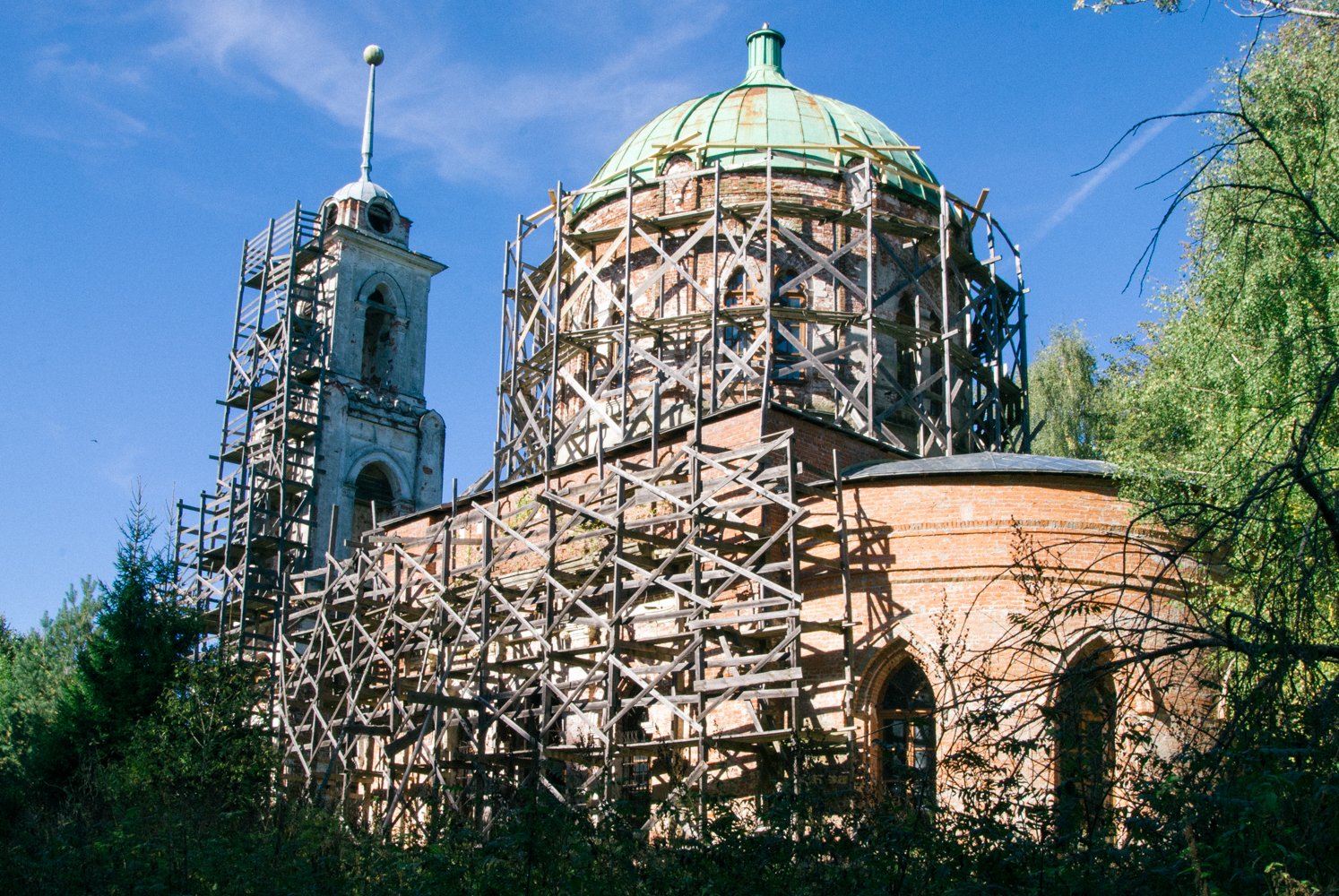
Церковь Николая Чудотворца в Садуново. 2018 год

В 1848 году в селе Садуново близ деревни была построена каменная Никольская церковь с 3 престолами, метрические книги с 1780 года. 
В конце XIX — начале XX века деревня Андрейцево и село Садуново входили в состав Ильинской волости Корчевского уезда Тверской губернии. 
С 1929 года деревня входила в состав Ильинского сельсовета Кимрского района Кимрского округа Московской области, с 1935 года — в составе Калининской области, с 1994 года — в составе Ильинского сельского округа, с 2005 года — в составе Ильинского сельского поселения.

## Население
| 1859 | 1887 | 2002 | 2010 |
| ---- | ---- | ---- | ---- |
| 89   | ↗129 | ↘2   | ↘0   |

## Достопримечательности
В урочище Садуново близ деревни расположена восстанавливаемая Церковь Николая Чудотворца (1846).